# Dálnice M1 (Maďarsko)
Dálnice M1 (maď M1-es autópálya) je dálnice v Maďarsku. Spojuje hlavní město země Budapešť s Rakouskem.

## Trasa dálnice
Dálnice začíná na západním okraji Budapešti, pokračuje kolem měst Tatabánya, Győr a Mosonmagyaróvár na hranici s Rakouskem. Celá její trasa měří 171 km.
Odbočují z ní dálnice M7 (prvních několik kilometrů je trasa obou dálnic společná), M0 (budapešťský dálniční kruh) a M15 (u města Mosonmagyaróvár). Jejím pokračováním v Rakousku je dálnice A4.
Po dálnici jsou vedeny evropské silnice E60, E65 a E75.

## Stavba dálnice
Stavba dálnice byla zahájena v roce 1975 a dokončena roku 1996. Tato silnice je dálnice po celé délce.